# 山崎世美子
山崎 世美子（やまざき せみこ、1962年 - ）は、日本の恋愛・離婚カウンセラー。男女問題研究家®

## 来歴・人物
大阪府大阪市出身。PL学園高等学校を経て近畿大学短期大学部商経科を卒業後、アパレル会社の営業職を経て、独身時代にブティックや占いの館などを運営する会社を設立。その後、結婚して専業主婦になるが破局。自らの離婚を期に女性探偵社「エンジェル」を設立する。平成19年探偵社を後進に譲渡し、現在は恋愛・離婚のカウンセラーとして元探偵の経験を活かした活動を行っている。テレビやラジオ、雑誌、新聞など数多くのメディアに出演している。また、講演会なども積極的に行っている。カウンセリングやメディアにコメントTV出演など男女問題に特化した専門家として活動している。なお、「男女問題研究家」と、YouTubeせみこの恋愛大学の「恋愛大学」は商標登録済み。
株式会社生島企画室に所属していた文化人タレント。
一般社団法人日本調査業適正協議会　特別顧問。
特定非営利活動法人「絆プロジェクト」顧問。
一般社団法人 日本心理学アカデミー特別顧問。
日本結婚相談所連盟（IBJ）加盟店　NIPPON結婚プロジェクト代表。

## 著書
- 「男のウラ・オモテ」に用心あそばせ!　（小学館）
- こんな男は捨てられる　（SBクリエイティブ）
- 男の嘘を見抜く技術　（SBクリエイティブ）
- 女探偵が教える心ののぞき方　（サンマーク出版）
- 女性探偵事務所エンジェルリサーチは平成の仕置き人　(文芸社)

## 主な出演

### テレビ
- 情報ライブ ミヤネ屋　（読売テレビ）
- 全力！脱力タイムズ　（フジテレビ）
- なるみ岡村の過ぎるTV　（テレビ朝日）
- 上沼・高田のクギズケ!　（読売テレビ、中京テレビ）
- 中居正広の金曜日のスマたちへ　TBS）
- モテモテかんぱにーR25　関西テレビ）
- ちちんぷいぷい（毎日放送）
- ムーブ!（朝日放送）
- なるトモ!（読売テレビ）
- エンジェル山崎のオトナの調査室　（あっと驚く放送局）
- スーパーモーニング（テレビ朝日）
- ぴーかんテレビ（東海テレビ）
- 痛快!エブリデイ（関西テレビ）
- ニュースシグナル（サンテレビ）
- メッセンジャー黒田の史上最強!恋愛ドリル　（読売テレビ）
- イブニング・ファイブ　（TBS）
- しゃべクリエーター（あっと驚く放送局）
- 総力報道!THE NEWS（TBS）
- スーパーJチャンネル（朝日放送）
- ひるカフェ（サンテレビ）
- FNNスーパーニュースアンカー（関西テレビ）
- 情報ライブ ミヤネ屋（読売テレビ）

ほか

### ラジオ
- 渡部陽一 明日へ喝!（ニッポン放送）
- テリー伊藤のってけラジオ（ニッポン放送）
- 林家たい平の「笑チュウ劇場」（文化放送）
- おはようパーソナリティ道上洋三です（ABCラジオ）
- ありがとう浜村淳（毎日放送）
- ラジコレ（ラジオ大阪）
- 小室豊充の未来満タン（AM神戸）
- 里見まさとのNEWSワンダーランド（ラジオ大阪）
- ボイスオフ関西（ラジオ大阪）
- 木村政雄の「元気e!」（TBSラジオ）
- 「ラジオの達人」斉藤努のらじおゼミナール（毎日放送）
- 辻よしなりラジオグラフィティ（文化放送）
- ものほん（TBSラジオ）
- ばんばひろふみ ラジオ・DE・ショー!（ラジオ関西）
- こんにちよ～!原田伸郎です（ラジオ関西）
- 劇団P.Sみそ汁定食のじんじん地獄時間（南海放送）

ほか

### 新聞
- 大阪日日新聞
- 毎日新聞
- 日刊ゲンダイ
- 夕刊フジ
- 日経新聞
- 日経MJ新聞
- 産経新聞

### 雑誌
- 女性自身（光文社）
- ビジスタ（SBクリエイティブ）
- サンデー毎日（毎日新聞社）
- 日経ビジネス（日経BP）
- ポピュラーサイエンス（トランスワールドジャパン）
- 月刊宝島（宝島社）
- 月刊SAY（青春出版社）
- THE21（PHP研究所）
- 週刊女性（主婦と生活社）
- 女性セブン（小学館）
- ViVi（講談社）
- プレジデント（プレジデント社）
- 月刊CIRCUS（ベストセラーズ）
- an・an（マガジンハウス）
- プレジデントフィフティ・プラス（プレジデント社）

ほか